# Джонс, Терри (пастор)
Терри Джонс (англ. Terry Jones; род. 1951) — консервативный пастор внеденоминационной общины Центр помощи голубя мира, состоящей из 50 человек, в городе Гейнсвилл, Флорида.

## Биография
Джонс родился в городе Кейп-Джирардо, в штате Миссури. Он окончил Центральную среднюю школу Кейп-Джирардо в 1969 году. Он учился в одном классе с Рашем Лимбо.
Затем в течение двух лет учился в Юго-Восточном государственном университете Миссури. Джонс не получил учёную степень богослова, но он получил почётное звание от неаккредитованной Калифорнийской выпускной школы теологии в 1983 году, которая пыталась дистанцироваться от него в 2010 году в ходе полемики о сжигании Корана.
В 2017 году устроился работать таксистом в Uber. После запросов репортера Washington Post Uber отстранил Джонса от платформы — для изучения его учетной записи и его активности. Джонс признал, что делился своим антимусульманским посланием с пассажирами и носил с собой 9-мм пистолет для самообороны — в нарушение политики Uber, запрещающей огнестрельное оружие.

## Поступки, сделавшие пастора известным

### Сожжение Корана в память отерактах 11 сентября 2001 года
Свою идею по сожжению Корана 58-летний пастор озвучил в июле 2010 года, сожжение было намечено на 11 сентября с 6 до 9 часов вечера. Как сообщил сын пастора, было собрано 200 экземпляров Корана.
Против планов по сожжению Корана выступили Ватикан, генеральный секретарь ООН Пан Ги Мун, страны исламского мира, Индонезия, Иран, Индия, государственный секретарь США Хиллари Клинтон, генеральный прокурор США, Генсек НАТО, руководители некоторых религиозных конфессий США, командующий коалиционными войсками в Афганистане генерал Петреус и другие. 9 сентября к пастору обратился президент США Барак Обама.
После этого Джонс отказался от сожжения Корана. Однако другие два пастора всё-таки сожгли два Корана 11 сентября.
20 марта 2011 года пастор Уэйн Сапп сжег Коран в присутствии Джонса в своей церкви во Флориде, что спровоцировало радикальных исламистов на массовые беспорядки в Афганистане, повлёкшие убийства людей.
После этого Великобритания отказала ему во въезде в страну. Министр внутренних дел Пакистана Рахман Малик заявил, что его страна подала жалобу на пастора Джонса в Интерпол. Как выяснилось, от Интерпола ждут, чтобы он немедленно связался с Папой Римским и потребовал от того пресечения террористической деятельности «безумного священника».
Афганские мусульмане в ответ устроили сожжение чучела Терри Джонса.
В апреле 2012 года пастор повторил сожжение Корана, из-за чего был оштрафован на 271 доллар за нарушение правил пожарной безопасности.
В апреле 2013 года пастор объявил о планах отметить очередную годовщину теракта в 2001 года сожжением 2998 экземпляров Корана. Вечером 11 сентября 2013 года пастор был задержан полицией в штате Флорида: в его грузовике было обнаружено 2998 экземпляров Корана (по числу жертв трагедии 11 сентября), облитых керосином и приготовленных к сожжению.

### Подвешивание чучела Барака Обамы на виселице
В 2012 году Джонс повесил чучело Президента США Барака Обамы на виселице на переднем дворе своей церкви рядом с репродукциями карикатур на пророка Мухаммеда, которые там были установлены до этого. Вывешивание этого чучела было частью избирательной кампании пастора, который 27 октября 2011 года объявил о своём намерении участвовать в президентских выборах в США 2012 года в качестве независимого кандидата.

### Подвешивание чучела пророка Мухаммеда на виселице
В преддверии очередной годовщины 11 сентября, в 2012 году Джонс объявил 11 сентября 2012 года международным днём суда над пророком Мухаммедом, и повесил его чучело во дворе своей церкви. Он сопроводил это видеообращением и текстовым комментарием на своём сайте, в котором утверждал, что пророк Мухаммед виновен в следующем:
1. лжепророчестве, которое ввело в заблуждение около 1,6 млрд человек;
2. подстрекательстве к убийствам, изнасилованиям и грабежам посредством написанного им Корана;
3. жестокости по отношению к женщинам, меньшинствам, христианам и к любым немусульманам, что привело к гибели 370 миллионов человек за 1400-летнюю историю ислама.

### Участие в производстве фильма «Невинность мусульман»
В 2012 году выступил продюсером фильма «Невинность мусульман», вызвавшего возмущение в странах ислама и спровоцировавшего нападения на американские дипломатические представительства. Джонс показал фильм своей пастве 11 сентября 2012 года. Этот день он назвал «Международным днём суда над Мухаммедом».
После этого его пригласили в Германию несколько ультраправых организаций, в том числе Pro NRW («За Северный Рейн-Вестфалию») и Pro Deutschland («За Германию»). Причём Pro Deutschland разместила фильм «Невинность мусульман» на своём интернет-сайте и объявила о том, что будет его показывать в Берлине. Однако МВД ФРГ запретило пастору въезд в страну на основании Закона о пребывании на территории ФРГ и Шенгенского соглашения. За участие в производстве этого фильма Терри Джонс был приговорён к смертной казни египетским судом. Это решение суда пастор назвал «истинным лицом ислама, который ненавидит свободу слова».

## Публикации
- Terry Jones: Islam is of the Devil. (Ислам — от дьявола.) Creation House, Lake Mary (Florida) 2010, ISBN 978-1-61638-172-1 (англ.).